# Център за подготовка на космонавти „Ю. А. Гагарин“
Научноизследователският изпитателен център за подготовка на космонавти „Ю. А. Гагарин“ (на руски: Научно-исследовательский испытательный центр подготовки космонавтов имени Ю. А. Гагарина), накратко Център за подготовка на космонавти, ЦПК, e главното съветско и руско учреждение за подготовка на космонавти. Намира се в Звездното градче, Московска област, Русия.

## История
Създаден е като военна част 26266 със заповед на главнокомандващия Военновъздушните сили на СССР от 11 януари 1960 г. По-късно е преобразуван в Център за подготовка на космонавти на ВВС, като уточнението „на ВВС“ отпада от името през 1965 г. От края на 1960-те години носи името на Юрий Гагарин – първия човек в историята на човечеството, който лети в космоса.
През 1995 г. на основата на Центъра и 70-и отделен изпитателно-тренировъчен авиополк с особено назначение (разположен на близкото военно летище край гр. Шчолково) е преобразуван в Руски държавен научноизследователски изпитателен център за подготовка на космонавти „Ю. А. Гагарин“.
От създаването му до 1991 г. Центърът е в подчинение на Министерството на обраната на СССР, после – на Министерството на отбраната на Русия, а от 2009 г. с днешното си наименование – на Федералната космическа агенция (Роскосмос).

## Галерия
- Басейн за симулиране на безтегловност
- Тренажор на орбитална станция „Мир“
- Тренажор на космически кораб „Союз ТМА“
- Опознавателен тур в ЦПК